# Consacrazione della Russia
La Consacrazione della Russia al Cuore Immacolato di Maria è una celebrazione religiosa cattolica che non ha ancora avuto luogo nella forma che era stata richiesta alla veggente Suor Lucia di Fatima dalla Madre Celeste nell'apparizione del 13 luglio 1917 a Fatima e successivamente nell'apparizione della Vergine Maria alla stessa veggente il 13 giugno 1929 a Tui. Durante una celebrazione presieduta da Papa Giovanni Paolo II, circondato da vescovi cattolici provenienti da tutto il mondo, il 25 marzo 1984 in Piazza San Pietro a Roma, il pontefice pregò semplicemente la Vergine Maria di "Illumina(re) specialmente i popoli di cui Tu aspetti la nostra consacrazione e il nostro affidamento". Giovanni Paolo II° non nominò la Russia e non pregò che venisse consacrata al Cuore Immacolato di Maria come richiesto dalla Santa Madre. La richiesta di tale atto venne comunicata da suor Lucia dos Santos, una delle tre veggenti delle apparizioni mariane a Fatima nel 1917, la quale precisò che questa richiesta proveniva direttamente dalla Vergine Maria durante la cosiddetta rivelazione privata (che di fatto di privato non aveva nulla in quanto la richiesta della Celeste Madre riguardava e riguarda drammaticamente tutta l'umanità) a cui avrebbe assistito il 13 luglio 1917 (con i cugini Giacinta e Francisco Marto). Si dice che suor Lucia abbia detto al papa che «la Vergine Maria gli avrebbe fatto la promessa che questa consacrazione avrebbe inaugurato la conversione della Russia e un periodo di pace nel mondo».
Oltre a questa particolare consacrazione (della Russia come Paese) che non fu fatta, vi furono altri timidi tentativi di esaudire la richiesta della Santa Vergine attraverso delle azioni che rappresentano un pietoso surrogato dell'azione di consacrazione della Russia richiesta della Divina Madre: Pio XII nel 1942, Giovanni Paolo II dal 1981 al 1984, Benedetto XVI nel 2010 e papa Francesco nel 2013 hanno consacrato «il mondo» al Cuore di Maria. Papa Pio XII, da parte sua, ha consacrato «i popoli della Russia» tramite la sua bolla papale «Sacro vergente anno» nel 1952. Infine, diverse Conferenze episcopali, dal 1931, hanno consacrato il loro Paese (in particolare e specificatamente) al Cuore Immacolato di Maria. Ma mai la Chiesa Cattolica ha esaudito la richiesta della Santa Vergine di Consacrare la Russia al suo Cuore Immacolato alla presenza di tutti i vescovi cattolici riuniti. Ci limitiamo a precisare quanto sopra limitandoci alla stesura di questa prima introduzione.

## Storia

### Il contesto
Questa consacrazione è legata alle apparizioni mariane a Fatima nel 1917 e a quelle di Pontevedra dal 1925 al 1929. Mentre le apparizioni di Fatima vengono ufficialmente riconosciute dal vescovo locale nel 1930, quelle di Pontevedra non sono oggetto di alcuna indagine canonica, né di riconoscimento ufficiale. Suor Lúcia dos Santos, l'unica testimone vivente ad aver fatto riferimento a queste particolari rivelazioni private, ha affermato che «provengono dalla stessa Vergine».
Nella terza apparizione, il 13 luglio 1917, si dice che la Vergine abbia chiesto ai tre pastori «la consacrazione della Russia al suo Cuore Immacolato». Tale richiesta è stata rinnovata durante un'apparizione a Lucia, l'unica sopravvissuta dei tre veggenti, il 13 giugno 1929 a Tui. La giovane, previa autorizzazione del suo confessore, scrisse a papa Pio XI per trasmettergli questa richiesta. Ma il papa non ne tenne conto. Nel 1937 il vescovo di Fatima, Mons. Correia da Silva scrisse a sua volta al papa per sostenere questa richiesta. Nel dicembre 1940 Lucia scrisse una lettera a Pio XII, nella quale chiede al papa di «degnarsi di estendere e benedire questa devozione (al Cuore Immacolato di Maria) in tutto il mondo» così come «la consacrazione del mondo al Cuore Immacolato di Maria, con menzione speciale della Russia». Monsignor da Silva ha sostenuto la sua richiesta con una lettera che ha allegato a quella di Suor Lucia.
Pio XII risponde a questa richiesta il 31 ottobre 1942, nel pieno della seconda guerra mondiale, consacrando il mondo, la Chiesa e l'umanità al Cuore Immacolato di Maria. Questa consacrazione del mondo al Cuore Immacolato di Maria è stata rinnovata da Papa Giovanni Paolo II nel 1981, 1982, 1983 e di nuovo il 25 marzo 1984 in unione con tutti i vescovi del mondo. L'ultimo a rinnovare questa consacrazione del mondo al Cuore Immacolato di Maria è stato papa Francesco il 13 ottobre 2013.

#### I segreti di Fatima
Questa richiesta di consacrazione fa parte dei segreti di Fatima che la Vergine avrebbe dato ai tre veggenti e che sarebbero stati comunicati da Suor Lucia. L'esistenza di questi segreti durante l'apparizione del 13 luglio 1917 è stata celata alle autorità pubbliche e religiose fino al 1930 quando Lucia si approcciò a loro con il suo confessore, presso il convento, sotto il sigillo del segreto.
Le prime due parti del segreto sono scritte da Suor Lucia per la prima volta nel 1937, poi nuovamente nelle sue memorie nel 1941. La terza e ultima parte è scritta «per ordine di Sua Eccellenza il Vescovo di Leiria e della Beata Madre» il 3 gennaio 1944, in una lettera indipendente e sigillata. Questa lettera sigillata viene inviata al papa, ma non verrà aperta e letta per la prima volta fino al 1965 da Paolo VI. È stata pubblicata e distribuita nel 2000 dal Vaticano.
La richiesta di consacrazione, fatta dalla suora (a nome della Beata Vergine), deriva da questo testo scritto nelle sue memorie (nel 1941), e raccontando la sua visione. Racconta la veggente: “Poi abbiamo alzato gli occhi verso la Madonna, che con gentilezza e tristezza ci ha detto: Avete visto l'inferno dove vanno le anime dei poveri peccatori. Per salvarli, Dio vuole stabilire nel mondo la devozione al mio Cuore Immacolato. Se facciamo quello che sto per dirti, molte anime saranno salvate e avremo pace. La guerra finirà. Ma se continuiamo a offendere Dio, sotto il pontificato di Pio XI ne comincerà un'altra peggiore. Quando vedete una notte illuminata da una luce sconosciuta, sappiate che è il grande segno che Dio vi dà, che punirà il mondo per i suoi crimini mediante la guerra, la fame e le persecuzioni contro la Chiesa e il Santo Padre. Per prevenire questa guerra, verrò a chiedere la consacrazione della Russia al mio Cuore Immacolato e la comunione riparatrice dei primi sabati. Se le mie richieste saranno accolte, la Russia si convertirà e avremo la pace; altrimenti diffonderà i suoi errori nel mondo, provocando guerre e persecuzioni contro la Chiesa. I buoni saranno martirizzati, il Santo Padre avrà molto da soffrire, varie nazioni saranno distrutte. Alla fine, il mio Cuore Immacolato trionferà. Il Santo Padre mi consacrerà la Russia, che si convertirà, e al mondo sarà concesso un certo tempo di pace».

#### Situazione politica internazionale
Il 14 maggio 1981, Papa Giovanni Paolo II è vittima di un attentato in Piazza San Pietro. Sebbene l'autore dell'attacco sia stato arrestato, i suoi mandanti sono difficilmente identificabili. La speculazione accusa i servizi segreti dei paesi dell'Est.
Dopo che nel 1980 è stato fondato in Polonia il sindacato Solidarność, il governo comunista ha reagito mettendo il paese in stato d'assedio dal 1981 al 1983. Nell'ottobre 1984, padre Jerzy Popiełuszko, un oppositore del regime, fu rapito e assassinato dalle forze di sicurezza polacche. Nel 1985 attivisti politici furono processati e condannati. Un'amnistia politica per gli oppositori e il loro rilascio non sarebbe avvenuta fino al luglio 1986.
Nel 1984 il mondo era ancora diviso in due blocchi Est-Ovest dalla Guerra fredda. La perestrojka non inizierà fino alla metà del 1985 sotto la guida di Michail Gorbačëv alla guida dell'Unione Sovietica.

### La consacrazione
Papa Giovanni Paolo II convoca in Vaticano tutti i vescovi cattolici del mondo per il 25 marzo 1984. In questa festa dell'Annunciazione alla Vergine, e in occasione del Giubileo delle Famiglie, Papa Giovanni Paolo II consacra il mondo intero al Cuore di Maria. Egli rinnova così la consacrazione del mondo intero, già realizzata da lui stesso e da Pio XII negli anni precedenti. Questa consacrazione avviene davanti alla statua della Madonna di Fatima, portata appositamente dal Santuario di Fátima, su richiesta del Papa, per questa celebrazione. Suor Lucia ha scritto in seguito a Giovanni Paolo II, nel 1989, che la consacrazione da lui stesso compiuta nel 1984 era stata eseguita correttamente ed era stata «accettata dal Cielo».
Nel testo di questa consacrazione il papa non cita espressamente la Russia, «perché i diplomatici vaticani lo avevano esortato a non menzionare questo Paese a causa dei conflitti politici che potevano sorgere». Ma nel testo del suo discorso specifica: "Ti offriamo e ti consacriamo in modo speciale gli uomini e le nazioni che hanno particolarmente bisogno di questa offerta e di questa consacrazione". Con questa formulazione (uomini e nazioni particolarmente bisognose) si riferisce implicitamente alla «Russia», ma senza citarla per nome (secondo il Vaticano).
Il testo di questa consacrazione è stato pronunciato durante l'omelia della Messa per il Giubileo delle famiglie. Per quanto riguarda la consacrazione, riprende parte della consacrazione fatta nel 1981, ma è modificandola per l'occasione.
Il cardinale Paul Josef Cordes ha riferito che «durante un pranzo con il papa e diverse altre persone, dopo la consacrazione, Papa Giovanni Paolo II ha detto: "Con gioia che alcuni vescovi ortodossi sono andati avanti e hanno consacrato la Russia a Maria".

### Altre consacrazioni
La prima consacrazione al mondo al Cuore Immacolato di Maria fu compiuta da Papa Pio XII nel 1942, nel pieno della seconda guerra mondiale, per rispondere alla richiesta di Lucia, la veggente di Fatima. Questa consacrazione “del mondo al Cuore Immacolato di Maria” è stata rinnovata da Papa Giovanni Paolo II nel 1981, nel 1983 e nel 1983, poi ancora il 25 marzo 1984 in unione con tutti i Vescovi del mondo. L'ultimo rinnovamento di questa consacrazione (del mondo) è stato compiuto da papa Francesco il 13 ottobre 2013.
Nel 1952 papa Pio XII consacrò “i popoli della Russia” al Cuore Immacolato di Maria, nella bolla papale “Sacro vergente anno". Nel 1954 papa Pio XII, nella sua lettera enciclica sulla "Regalità della Beata Vergine Maria e l'istituzione della festa", scriveva che la nuova festa di "Maria Regina" del 31 marzo sarebbe stata l'occasione, ogni anno di questa data, per «rinnovare in questo giorno la consacrazione del genere umano al Cuore Immacolato della Beata Vergine Maria».
Altri vescovi, da parte loro, hanno consacrato il loro Paese (specificamente e specialmente) al Cuore di Maria. In comunione con tutti i vescovi del Paese. Hanno proceduto a questa consacrazione durante una cerimonia speciale. I primi a farlo furono i Vescovi del Portogallo che, il 13 maggio 1931, consacrarono il loro Paese al Cuore Immacolato di Maria. Rinnovano questa consacrazione 7 anni dopo. Il cardinale Cerejeira, Patriarca di Lisbona, dichiarò nel 1967 che “se il Portogallo è stato protetto dalla seconda guerra mondiale, è stata la conseguenza di questa consacrazione e della protezione mariana sul Paese”.
Il rinnovamento della consacrazione di Spagna e Portogallo davanti alla statua di Nostra Signora di Fatima è avvenuto nel 2020.
Il Libano viene consacrato domenica 16 giugno 2010, presso il Santuario di Nostra Signora del Libano ad Harissa, nel corso di una solenne cerimonia, alla presenza di rappresentanti dell'episcopato libanese, del Nunzio Apostolico Mons. Gabriele Caccia, nonché di personalità politiche libanesi. Anche il Medio Oriente è stato consacrato a Maria durante questa stessa celebrazione.Il 25 marzo 2017 l'episcopato libanese ha rinnovato la consacrazione del proprio Paese nel santuario di Fatima.
Il 25 marzo 2020, 24 paesi vengono consacrati al Cuore Immacolato di Maria, durante una celebrazione nel Santuario di Fatima. Per alcuni è la prima volta (come per la Romania), per altri è il rinnovo della loro consacrazione (come per il Portogallo e la Spagna). Un 25º Paese, l'Irlanda, è stato contemporaneamente consacrato, sul suo territorio, durante una celebrazione che si è svolta nella Cattedrale di Armagh.
Il 16 marzo 2022, mentre si svolge l'invasione russa dell'Ucraina, papa Francesco annuncia che "consacrerà l'Ucraina e la Russia al Cuore Immacolato di Maria il 25 marzo" in Vaticano. Un'altra celebrazione si svolgerà in contemporanea a Fatima, celebrata dal cardinale polacco Konrad Krajewski che sarà presente “come inviato del Santo Padre”.

### Conseguenze e commenti
La caduta del muro di Berlino nel 1989 e la dissoluzione dell'URSS negli anni successivi, senza una rivoluzione violenta, è stata vista da diversi commentatori come "una conseguenza" della consacrazione della Russia da parte del papa nel 1984.
Nel suo commento ai segreti di Fatima, la Congregazione per la Dottrina della Fede collega direttamente la caduta dei regimi comunisti in Europa e in URSS (nel 1989) e la visione mistica del terzo segreto di Fatima. E al termine della Santa Messa celebrata da san Giovanni Paolo II nel Santuario di Fatima il 13 maggio 2000, il cardinale Angelo Sodano afferma riguardo alla terza parte del segreto: «I successivi avvenimenti del 1989 hanno portato, sia in Unione Sovietica che in numerosi Paesi dell'Est, alla caduta del regime comunista che propugnava l'ateismo. Anche per questo il Sommo Pontefice ringrazia dal profondo del cuore la Vergine Santissima. Tuttavia, in altre parti del mondo gli attacchi contro la Chiesa e i cristiani, con il peso di sofferenza che portano con sé, non sono purtroppo cessati. Anche se le vicende a cui fa riferimento la terza parte del segreto di Fatima sembrano ormai appartenere al passato, la chiamata della Madonna alla conversione e alla penitenza, pronunciata all'inizio del ventesimo secolo, conserva ancora oggi una sua stimolante attualità».